# Riabilitazione equestre
La riabilitazione equestre (in inglese Therapeutic Riding, da cui la sigla TR) è un tipo di riabilitazione che utilizza come mezzo terapeutico il cavallo.
Per quanto di recente introduzione rappresenta già un'importante risorsa sul piano riabilitativo, rieducativo e di integrazione sociale per i soggetti con disabilità, anche laddove non sembrano esserci più risorse consentendo talora il riavvio del processo riabilitativo.
Si applica a soggetti con disabilità neuromotoria, psichica, cognitiva; può rappresentare un valido strumento rieducativo anche per soggetti con disagio sociale, tossicodipendenti, ecc. Richiede centri adeguatamente attrezzati, metodologia di applicazione rigorosa e un'équipe di professionisti con preparazione specifica, coerente con la qualifica rivestita all'interno dell'équipe.
L'ippoterapia non è sinonimo di riabilitazione equestre ma è una delle discipline che la compongono.

## Storia
L'uso dell'equitazione per la salute ha origini molto antiche: già Ippocrate (460-370 a.C.) aveva sottolineato gli effetti benefici della sua pratica sulla salute del corpo e della mente.
In tempi recenti i primi paesi a utilizzare il cavallo in modo sistematico nella riabilitazione dei disabili furono quelli scandinavi ed anglosassoni. In Italia la riabilitazione equestre è stata applicata in ambito riabilitativo a partire dal 1972. Dal 1995 si è assistito ad un notevole sviluppo in tutti i versanti, organizzativo, scientifico, formativo, analogamente a quanto è avvenuto a livello internazionale. Attualmente sono più di 50 le nazioni che utilizzano la riabilitazione equestre a scopo terapeutico.
Nel 1980 è stata fondata l'organizzazione internazionale "The Federation of Riding for the Disabled International" (FRDI) che raccoglie, come membri a pieno titolo ("full members"), le associazioni nazionali non profit riconosciute come rappresentative per i diversi paesi; altre associazioni o i singoli vengono associati come membri associati ("associate member").
In Italia le associazioni nazionali membri a pieno titolo della FRDI sono l'"Associazione nazionale italiana per la riabilitazione equestre" (ANIRE), con sede a Milano, l'"Associazione italiana famiglie, enti e professioni contro le malattie neurologiche e psichiatriche dell'età evolutiva" (Associazione "Lapo" Archiviato il 24 gennaio 2011 in Internet Archive.), con la sua "Sezione per lo studio, l'aggiornamento e la sperimentazione della riabilitazione equestre e degli sport equestri per disabili" (LRE), con sede a Firenze e la "Federazione italiana sport equestri" (FISE), con sede a Roma.
La sua definizione come "modalità di riabilitazione che utilizza come mezzo terapeutico il cavallo", fu inizialmente espressa nel congresso internazionale della disciplina, tenutosi ad Amburgo nel 1982 e ulteriormente precisata in seguito da Pasquinelli e Papini (1997) e da Hatton-Hall and Claridge (1998). La definizione e le caratteristiche della disciplina sono quindi state codificate dalla FRDI (2000) e ulteriormente sistematizzate da Pasquinelli (2008).

## Caratteristiche
La riabilitazione equestre nasce dall'integrazione di sport equestri, che ne costituiscono il presupposto tecnico, e della riabilitazione vera e propria, che ne rappresenta la finalità specifica.
Presenta tre particolari caratteristiche:
1. rappresenta un momento di unione fra terapia e sport;
2. consente al soggetto con disabilità di entrare in contatto con la natura, rappresentata dal cavallo e dall'ambiente in cui l'animale si muove;
3. viene abitualmente svolta in gruppo, favorendo l'integrazione sociale, resa più agevole anche dal fatto che si svolge in un ambiente non medicalizzato, ancorché altamente professionale, che di per sé favorisce e accoglie momenti di libertà espressiva.

## Fasi del percorso riabilitativo
La riabilitazione equestre si articola in quattro discipline principali:
1. Ippoterapia ("Hippotherapy"): si basa sull'uso del movimento del cavallo come strumento terapeutico senza prevedere l'intervento attivo del soggetto. Si applica a soggetti con patologia neurologica e psichica medio-grave. Lo scopo è quindi più riabilitativo che rivolto all'insegnamento delle tecniche di equitazione. L'ippoterapia può però essere utilizzata anche in soggetti con forme di disabilità più lievi prima di passare alla rieducazione equestre.
2. Rieducazione equestre e volteggio ("Remedial/Educational Riding and Vaulting"): prevedono l'intervento attivo del disabile nella guida del cavallo. Lo scopo è l'acquisizione delle tecniche di equitazione oltre al conseguimento degli obiettivi propri dell'area sociosanitaria (riabilitativi neuromotori, psicologici, comportamentali, educativi, sociali, ecc.). Trova una peculiare indicazione in soggetti con disabilità neuromotoria medio-lieve o con problematiche cognitivo-comportamentali. Il volteggio rappresenta una disciplina a sé: consiste nell'eseguire esercizi a corpo libero sul cavallo alle varie andature. L'attività viene svolta in gruppo nell'assoluto rispetto di regole, tempi e spazi. Richiede personale, cavalli ed attrezzature specifiche. Trova applicazione solo nella disabilità psichica o motoria lieve (impaccio motorio). Il volteggio sviluppa lo spirito di gruppo, la fiducia nei compagni, affina la creatività, l'elasticità, la precisione, la coordinazione, l'equilibrio. In Italia è stato introdotto solo recentemente ma sta diffondendosi rapidamente per i suoi ampi risvolti soprattutto nella patologia psichica (miglioramento comportamentale, integrazione sociale, ecc.)
3. Equitazione sportiva per disabili ("Sport Riding for the Disabled"): questa disciplina segna il passaggio ad una situazione integrata sul piano relazionale e sociale. Può essere svolta attività agonistica vera e propria (l'equitazione sportiva per disabili è disciplina paralimpica) o comunque attività competitiva o dimostrativa (show a cavallo, caroselli) o di giochi a cavallo. È la fase della riabilitazione equestre più strettamente connessa con l'attività di aggregazione e socializzazione.
4. Attacchi ("Driving")[8]: in Italia la sua applicazione alla riabilitazione equestre è agli inizi, in quanto si tratta di disciplina degli sport equestri ancora in via di sviluppo. Si applica a soggetti con disabilità neuromotoria o psichica di grado variabile; richiede spazi ampi e specifici, attrezzature, cavalli e personale particolarmente specializzato.

La riabilitazione equestre con le discipline che la compongono può rappresentare, laddove consentito dalla patologia del soggetto, "una delle poche opportunità concrete di percorso riabilitativo", come definito da Papini nel 1996: il percorso consiste nel passaggio da una forma di "riabilitazione tecnica" che attiene all'ippoterapia, a una di "riabilitazione integrata", che attiene alla rieducazione equestre e al volteggio, a una di "riabilitazione sociale", che attiene all'equitazione sportiva per disabili. Ciò comporta una marcata complessità di applicazione ma, laddove applicata con metodologia rigorosa da un'équipe multiprofessionale, può rappresentare una possibilità concreta di acquisizione di risultati assai positivi e spesso insperati.

## Indicazioni
La riabilitazione equestre trova indicazione sia in soggetti con patologia psichica che neuromotoria grazie alle particolari caratteristiche dello strumento utilizzato, il cavallo. Infatti da una parte si ha l'instaurarsi di una complessa interazione cavallo/cavaliere, fondamentale per tutti i soggetti e in particolare per quelli con problematiche psichiche, dall'altra la peculiarità della "posizione" assunta a cavallo e delle andature dell'animale risulta estremamente utile per il trattamento di soggetti affetti da patologia neuromotoria (acquisizione di migliori competenze posturali e di equilibrio, regolarizzazione del tono muscolare e della forza).
La finalità è quella di ridurre la specifica disabilità e di favorire l'integrazione del soggetto con disabilità; si colloca infatti tra le forme di attività più stimolanti e ricche di esperienze positive nell'ambito delle terapie tese a favorire la conquista dell'autostima, dell'autonomia personale, dell'inserimento sociale.

### Applicazione della riabilitazione equestre nella patologia psichica
Il cavallo è un animale fortemente simbolico, da sempre oggetto nell'immaginario collettivo di fantasie che hanno a che vedere con il Sé grandioso. L'incontro con il cavallo reale implica inevitabilmente il passaggio dall'immaginario al concreto, cioè all'animale con la sua corporeità, le sue reazioni, talora imprevedibili, i suoi ritmi e le sue necessità. Si instaura così un complesso rapporto dialettico, fatto di continue oscillazioni fra fusione e separazione, onnipotenza e frustrazione, gioia e delusione. Attraverso tale pratica riabilitativa il paziente è costretto a fare un continuo e faticoso esame di realtà in cui si alternano momenti di rivalutazione e di ridimensionamento delle proprie capacità. Il rapporto con il cavallo, inoltre, ha di per sé caratteristiche di immediatezza e di coinvolgimento tali da comportare per tutti, ed in particolare per i pazienti con patologia psichiatrica, una violenta eco sul piano istintuale e pulsionale. Per questi motivi è fondamentale che l'approccio tra paziente e animale avvenga con gradualità e sia gestito con attenzione e competenza particolari da parte degli operatori.
La riabilitazione equestre può svolgersi in sedute singole o di gruppo: normalmente dopo un primo ciclo di sedute singole, necessarie per valutare le reazioni del soggetto, si passa a sedute collettive in cui il rapporto con gli altri si basa sulla condivisione dell'esperienza a cavallo. All'interno di questo vissuto comune i pazienti possono trovare modalità comunicative nuove, che talora si concretizzano in un vero e proprio percorso di delimitazione, individuazione e conoscenza ("cavallo come tramite della scoperta del Sé e dell'altro da Sé").
Sul piano metodologico va sottolineato che, analogamente a quanto accade nell'equitazione per normodotati, anche nella riabilitazione equestre devono essere stabiliti e rispettati gli orari delle lezioni, la frequenza e durata delle stesse, il modo di muoversi nel maneggio, ecc.: questo insieme di regole costituisce per il soggetto con problemi psichici un vero e proprio setting ed è osservazione comune che il rispetto di queste regole è indispensabile ai fini del contenimento emotivo.

#### Indicazioni per le patologie psichiche
Disturbi pervasivi dello sviluppo psichico, in particolare disturbi dello spettro autistico, psicopatologie derivanti da situazioni di istituzionalizzazione o deprivazione, disarmonie evolutive, stati borderline, disturbi di personalità, psicopatologia legata alla disabilità, disturbi del comportamento, ritardo mentale, ecc. 

#### Controindicazioni
Fobie per l'animale, paure dell'altezza con senso di vertigine, attacchi di panico, scompensi acuti con disorientamento spazio-temporale, situazioni di dirompenza, stato confusionale, ecc.

### Applicazione della riabilitazione equestre nella patologia neuromotoria
La riabilitazione equestre può essere applicata sia nelle forme esito (paralisi cerebrali infantili, forme post traumatiche, postinfettive ecc.) che nelle forme progressive (patologie degenerative, sclerosi multipla, ecc.). L'efficacia, come definito da Pasquinelli, è dovuta alla posizione assunta naturalmente a cavallo e alle caratteristiche del movimento del cavallo alle differenti andature. La posizione a cavallo consente di per sé una drastica rottura degli schemi posturali patologici (extragravitari) in iperestensione, adduzione, intrarotazione, presenti nella maggior parte dei soggetti con patologia neuromotoria, e favorisce, attraverso la posizione di semiflessione, extrarotazione e abduzione delle anche, un atteggiamento in flessione che serve da base per la costruzione di schemi posturali e motori a connotazione funzionale positiva. La base allargata di appoggio stabilizza il cingolo pelvico e permette di lavorare sul raddrizzamento e sul controllo del tronco, obiettivo cardine il cui raggiungimento è legato al particolare movimento del cavallo alle varie andature.
Durante il cammino l'animale si muove trasmettendo al cavaliere impulsi oscillatori tridimensionali e di tapping, (quest'ultimo particolarmente accentuato al trotto). Il corpo del cavaliere riceve questi impulsi marcati e ritmici sotto forma di stimoli propriocettivi e reagisce mettendo in atto meccanismi di risposta finalizzati al mantenimento dell'equilibrio dinamico sopra il cavallo. 
In particolare gli stimoli derivanti dalla andatura dell'animale favoriscono:
- la regolarizzazione del tono muscolare;
- la mobilizzazione/stabilizzazione del bacino;
- la simmetrizzazione ed il controllo del tronco;
- l'emergenza o il rinforzo dei meccanismi di raddrizzamento;
- il miglioramento delle reazioni di equilibrio (soprattutto in relazione alle modificazioni di andatura e di direzione) ;
- la riduzione dei movimenti involontari.

La metodologia di applicazione deve essere rigorosa, pena la trasformazione di un'indicazione in controindicazione, in particolare relativamente a: scelta del cavallo per morfologia, movimento, andature, scelta delle bardature-ausili, del metodo di salita e di discesa, dei tempi e modalità di conduzione della ripresa e degli esercizi.

#### Indicazioni per la patologia neuromotoria
Indicazioni per la patologia neuromotoria:
forme distoniche, anche progressive, traggono particolare giovamento dalla regolarizzazione del tono, dalla marcata riduzione del pattern distonico di rotazione/torsione, dal controllo dei movimenti involontari, oltreché da una maggiore fluidità nell'esecuzione del movimento con buon effetto sull'on-off (inizio-fine del movimento).
Le forme spastiche invece trovano il loro punto di svolta nella rottura, talora drammatica, del pattern estensorio a favore del flessorio; ciò consente di migliorare la stabilizzazione/ mobilizzazione del bacino e l'utilizzo degli arti inferiori e pone le premesse per il raggiungimento del raddrizzamento/controllo del tronco, cui contribuisce anche l'effetto positivo sulle reazioni di equilibrio.
Le forme atassiche soprattutto le forme fisse miste (ad esempio la diplegia atasso-spastica) trovano giovamento dalla applicazione della riabilitazione equestre, mentre più complessa è la valutazione del risultato nelle forme di atassia o dissinergia grave in cui mancano i presupposti per l'acquisizione delle reazioni di equilibrio.
L'impaccio motorio e la disprassia trovano giovamento nella continua sollecitazione di movimenti e sequenze motorie complesse coordinate e nello stesso tempo richiedenti una buona indipendenza dei vari segmenti corporei, sia a cavallo che a terra, che possono condurre a buoni risultati anche se in buona parte dipendenti dalle capacità intellettive del soggetto.

#### Controindicazioni
Nella patologia neuromotoria oltre alle controindicazioni correlate alla patologia di base occorre tener presenti anche quelle correlate alla patologia associata, frequente nei portatori di disabilità (ad esempio patologie ortopediche quali instabilità atlanto-assiale nella sindrome di Down, malformazioni cardiache, ecc.) che talora può costituire di per sé una controindicazione assoluta.
Le controindicazioni assolute sono comunque rare e comuni a quelle per l'equitazione.
Frequenti sono le condizioni patologiche in cui la indicazione o controindicazione dipende non solo dalle caratteristiche intrinseche, specifiche della patologia ma anche dalla modalità di applicazione del trattamento per cui si può passare da controindicazione ad indicazione (come ad esempio nel caso di fragilità ossea, scoliosi, lussazione dell'anca).

## Metodologia
La metodologia di applicazione della riabilitazione equestre dal 1996 è stata ulteriormente codificata e sistematizzata da Pasquinelli, Allori, Raupach, Silvi Barducci.
La riabilitazione equestre richiede un'applicazione costante con frequenza preferibilmente di due volte la settimana, soprattutto nei soggetti con patologia neuromotoria. Ogni seduta dura tra i 50 minuti e 1 ora, a parte situazioni particolari, e prevede anche una parte da svolgere a terra.
All'inizio della riabilitazione equestre o nei soggetti gravi le sedute sono individuali, nelle altre situazioni sono collettive. Le sedute vengono svolte seguendo un programma specifico stabilito per ogni singolo soggetto dal medico specialista del centro insieme agli altri componenti dell'équipe.

### Metodologia di applicazione
Molto complessa e specifica per le singole forme, è stata definita nel "Manuale di riabilitazione equestre: principi, metodologia, organizzazione". I momenti di maggiore complessità, soprattutto per la patologia neuromotoria, sono la salita e la discesa da cavallo, che richiedono metodi specifici in base alla sintomatologia presentata. Anche la scelta di un cavallo non adatto alla patologia può risultare controproducente.
Per una valutazione oggettiva dei risultati occorre applicare una metodologia di lavoro che consideri 3 punti basilari (Pasquinelli et al, 2001; 2006, 2009): 
1. somministrazione di un protocollo scientifico per la valutazione quantitativa dei risultati ottenuti a cavallo e a terra. La cattedra di neuropsichiatria infantile della facoltà di medicina e chirurgia dell'università di Firenze ha stilato e validato nel 1997[19] e nel 2001[24] un protocollo per la valutazione quantitativa dei risultati ottenuti nei soggetti affetti da patologia distonica (“Therapeutic Riding -TR- Extrapyramidal Disorders Assessment Scale”). In seguito, nel 2006[2] e nel 2009[17], una scala di valutazione degli effetti della riabilitazione equestre -RE- sui disordini neuromotori ("Protocollo per la valutazione neuromotoria della riabilitazione equestre"), applicabile a soggetti sia in età evolutiva che adulti, affetti da patologia encefalica sia fissa che progressiva. In letteratura internazionale sono reperibili anche altri protocolli di valutazione per la patologia neuromotoria, limitati però alla sola valutazione dei risultati conseguiti a cavallo;
2. definizione del "TR Time" o "tempo di RE", cioè del tempo necessario per la stabilizzazione degli effetti positivi ottenuti a cavallo ("Tempo di RE a cavallo") ed a terra ("Tempo di RE a terra"), utile per definire sia il tempo occorrente per il raggiungimento dei singoli obiettivi che la durata della riabilitazione equestre;
3. valutazione dell'"Index T/C" cioè del rapporto fra i risultati ottenuti a terra e quelli ottenuti a cavallo, al fine di stabilire l'"indice di mantenimento a terra" a lungo termine dei risultati positivi ottenuti a cavallo, reale obiettivo della riabilitazione equestre come di ogni tipo di riabilitazione.

## Linee guida
Analogamente ad altre modalità riabilitative la riabilitazione equestre va inserita nel programma riabilitativo generale del soggetto e corredata di obiettivi (a breve, medio, lungo termine) e verifiche specifiche in accordo con gli operatori di riferimento. Per la sua complessità metodologica ed operativa, richiede centri adeguatamente attrezzati, cavalli opportunamente addestrati e personale specializzato.

### Centri di riabilitazione equestre
Possono essere inseriti all'interno di una struttura riabilitativa/sociosanitaria, di un centro ippico, oppure essere dedicati esclusivamente alla riabilitazione equestre.
Le caratteristiche strutturali minime comprendono accessi e locali adeguati per soggetti disabili, maneggio rettangolare coperto di dimensioni max m. 20x60 (dimensione stabilita per le gare di dressage), con possibilità di riduzione tramite delimitazione con pilieri e barriere, in modo che cavalli e cavalieri siano maggiormente sotto controllo da parte dell'operatore; apposizione all'interno del maneggio di grandi lettere e figure colorate, che si riferiscono alle lettere, usate ufficialmente nel dressage, che fanno da riferimenti per la scansione spazio-temporale, come punto di partenza per giochi e per le gare per lo sport per disabili; attrezzature per la salita a cavallo (pedana o scivolo specifici o, laddove necessario e possibile, elevatore); bardature particolari quali fascione tipo volteggio con due maniglie, selle inglesi di cui almeno una o più, in base al numero degli utenti, con maniglia estraibile per una corretta riabilitazione terapeutica soprattutto per i soggetti con patologia neuromotoria: la maniglia deve avere forma, altezza, inclinazione tali da consentire al soggetto, anche grave, di mantenere la postura del tronco eretta con apertura del cingolo scapolare, base di partenza per qualsiasi intervento riabilitativo/rieducativo.

### Cavalli
La scelta del cavallo richiede grande accuratezza e si basa su un'attenta selezione morfologica, comportamentale e “biodinamica”, quest'ultima di fondamentale importanza soprattutto per il trattamento dei soggetti con patologia neuromotoria (rapporto tipo e qualità del movimento del cavallo/patologia neuromotoria del soggetto). Il cavallo utilizzato in terapia dovrebbe presentare tipologie morfologiche differenziate ed adeguate alla patologia dell'utente e , in ogni caso, appiombi regolari, altezza al garrese non eccessiva e comunque adeguata al paziente; dovrebbe possedere doti di docilità associate a capacità di apprendimento di schemi di lavoro differenziati col minor rischio di errore; essere, nei limiti della sicurezza, un cavallo reattivo: un comportamento passivo non stimola infatti sufficientemente l'utente; essere un animale affidabile, privo di vizi, di reazioni anomale o poco prevedibili e, soprattutto, uno strumento terapeutico, non solo un compagno di esercizi fisici. (Orlandi et al, 2002, Obiettivi e Documenti Veterinari,XXIII,2, 47-53).
Di fondamentale importanza è poi la qualità dell'addestramento e il suo mantenimento con un continuo riaddestramento delle competenze tecniche e cura dello stato fisico e psicologico.

### Équipe multiprofessionale di riabilitazione equestre
Il team coinvolto nella riabilitazione equestre è così composto:
- medico specialista, preferibilmente specializzato in riabilitazione equestre (neuropsichiatra infantile, neurologo, psichiatra, ecc.) per la verifica dell'indicazione, la stesura del programma, la verifica dei risultati, il counceling con i familiari e, ove possibile, con il soggetto, il rapporto con i professionisti invianti;
- terapisti di riabilitazione equestre (TR Therapist) per la programmazione, l'applicazione e la verifica delle attività, costituiti da:
  - coordinatore tecnico di riabilitazione equestre, di formazione universitaria (master universitario di I livello in riabilitazione equestre, biennale), che assume la funzione di direttore e responsabile del centro di riabilitazione equestre;
  - operatori di riabilitazione equestre, in particolare professionisti dell'area sociosanitaria/ educativa specializzati in riabilitazione equestre con corsi istituiti dalle associazioni nazionali del settore;
- tecnico di equitazione (Riding Instructor) specializzato in riabilitazione equestre, la cui funzione è di collaborare con l'équipe nella scelta e gestione del cavallo e, qualora il livello della disabilità lo consenta e vi sia coerenza con gli obiettivi concordati, nella impostazione della tecnica equestre per la preparazione alle gare, pur sempre concordata con gli altri operatori dell'équipe[3][6];
- personale ausiliario, palafrenieri e volontari, preferibilmente giovani, che devono avere competenze di equitazione e di gestione del cavallo oltre che una conoscenza delle caratteristiche generali della disabilità;
- veterinario per la cura dell'aspetto alimentare e di salute del cavallo ma anche per l'indicazione caratteriale, morfologica e dinamica dello stesso in base al tipo di utenza e nel mantenimento nel tempo delle condizioni ottimali richieste per questo lavoro;
- professionisti in consulenza (ortopedico, fisiatra).

Tutti i diversi componenti dell'équipe devono conoscere i principi dell'equitazione e della riabilitazione, ciascuno nella specificità della sua area di competenza.

#### Formazione degli operatori
Essendo la riabilitazione equestre una disciplina “giovane”, in corso di professionalizzazione, la modalità di formazione degli operatori è uno dei punti di maggior dibattito a livello internazionale. Le direttive della FRDI sono di formare professionalità a livello universitario (university trained), con formazione di un profilo professionale per la riabilitazione equestre utile per la creazione di un albo professionale e presupposto necessario per il riconoscimento ufficiale della disciplina come disciplina riabilitativa. Dato però che gli specifici corsi universitari hanno ancora una diffusione limitata, la formazione nel settore della disabilità ed in specifico nell'ambito riabilitativo/rieducativo viene tuttora svolta principalmente dalle associazioni nazionali con riconoscimento internazionale, oppure operanti nel sistema sanitario del proprio paese).
Si possono avere vari livelli/tipologie di formazione:
- i corsi di formazione universitaria sono a livello internazionale 10, di cui 5 attivi da almeno 5 anni (USA, corso di laurea, Italia, Belgio, Francia, Georgia, Germania, Spagna). In Italia il corso universitario di formazione avanzata in RE è stato avviato nel 1999 e nel 2002 è stato trasformato in Master universitario di I livello in riabilitazione equestre Archiviato il 23 dicembre 2010 in Internet Archive. della durata di due anni, organizzato dalla cattedra di neuropsichiatria infantile presso la facoltà di medicina e chirurgia dell'Università di Firenze; il master forma figure di coordinatori tecnici di riabilitazione equestre, direttori e responsabili del centro[28].
- corsi organizzati dalle associazioni nazionali di RE, talora in collaborazione con le università o con il coinvolgimento di docenti universitari (formazione degli operatori di riabilitazione equestre, in particolare professionisti dell'area sociosanitaria/educativa);
- corsi per tecnici di equitazione, organizzati sempre dalle associazioni nazionali di riabilitazione equestre, talora in collaborazione con le Federazioni nazionali per gli sport equestri (Australia, Nuova Zelanda, Israele, Germania, USA) o dalle federazioni stesse (Finlandia, Svezia, Italia) in collaborazione con le associazioni nazionali (formazione del tecnico di equitazione) specializzato in riabilitazione equestre.